# 多腺柳
多腺柳（学名：Salix polyadenia）为杨柳科柳属的植物，为中国的特有植物。分布在中国大陆的吉林等地，生长于海拔2,100米至2,600米的地区，多生在高山苔原，目前尚未由人工引种栽培。

## 异名
- Salix polyadenia Hand.-Mazz. var. tschanbaischanica (Y. L. Chou et Y. L. Chang) Y. L. Chou